# St. Matthäusinsel

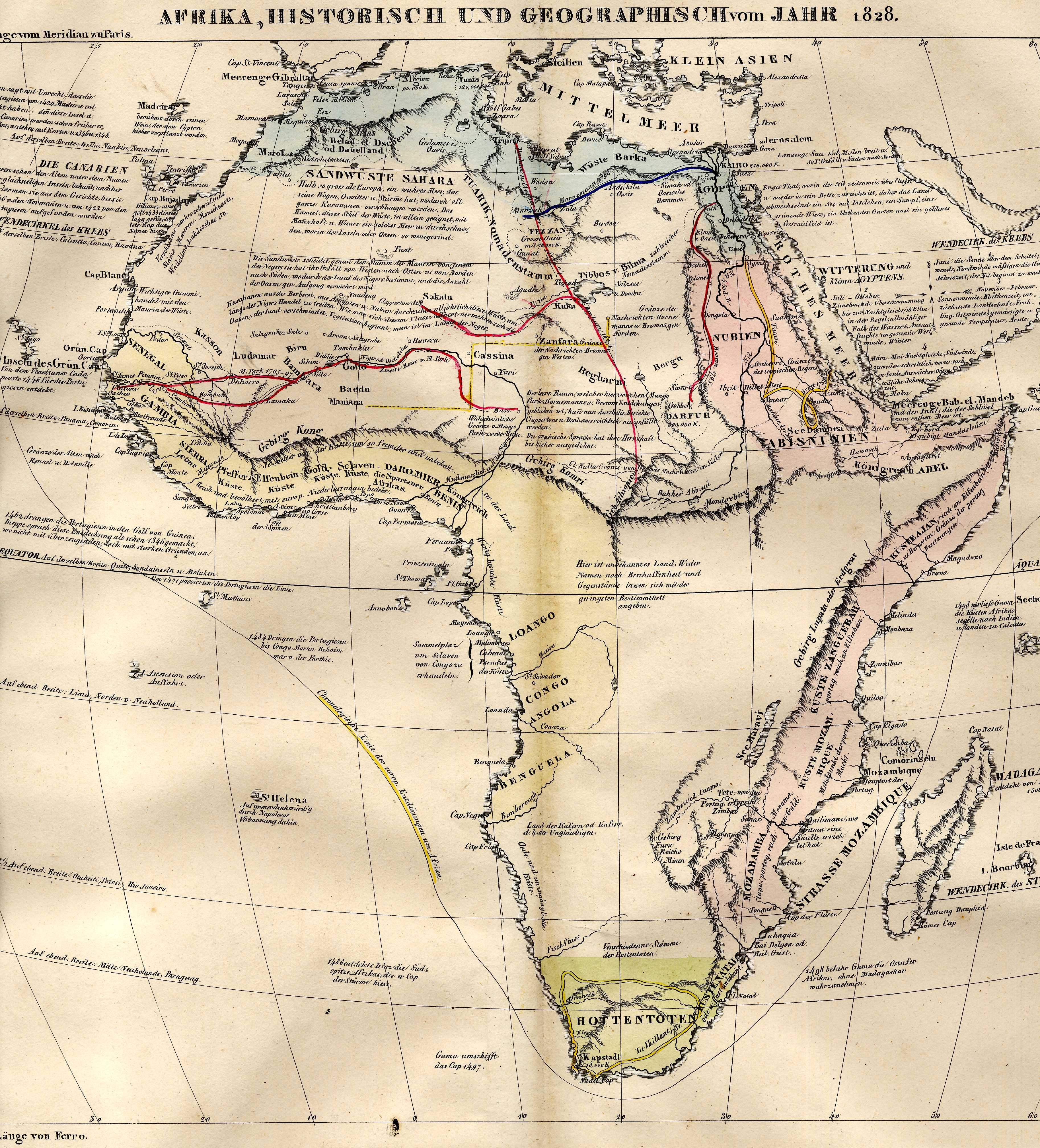
Deutsche Afrikakarte von 1828

Die St. Matthäusinsel ist eine Phantominsel im südlichen Atlantischen Ozean, die vom sechzehnten bis in das frühe zwanzigste Jahrhundert in Nachschlagewerken und auf Landkarten eingetragen war.

## Geschichte
Der Ursprung der Sage von der Existenz der Insel ist unklar. Als älteste bekannte kartographische Darstellung gilt die Eintragung einer Inselgruppe namens Sanmetyos auf der 1929 wiederentdeckten Karte des Piri Reis von 1513.
Die Expedition von García Jofre de Loaísa, an der unter anderem auch Andrés de Urdaneta teilnahm, vermerkt auf ihrem Weg von der afrikanischen zur brasilianischen Küste für die zweite Oktoberhälfte 1525 einen Besuch auf einer Inselgruppe namens San Mateo auf zweieinhalb Grad südlicher Breite. Er beschreibt sie als aus zwei Inseln unterschiedlicher Größe bestehend. Es sei Süßwasser vorhanden, außerdem gebe es Orangenbäume, Zwergpalmen, Schildkröten, viele Vögel, darunter auch einige Hühner sowie einen Sandstrand. Die gemachte Angabe, die Inseln seien bereits in einer Entfernung von zehn Leguen, das sind etwa fünfundfünfzig Kilometer, zu sehen gewesen, lässt auf einen Berg mit einer Höhe von mindestens 1400 Metern schließen.
Der portugiesische Chronist António Galvão übernimmt die Eckdaten der Aufzeichnungen in seinem 1563 postum erschienenen Werk über die bis 1555 gemachten Entdeckungen portugiesischer und spanischer Seefahrer, ergänzt es aber unter anderem um den Eintrag, portugiesische Seefahrer hätten die Insel bereits siebenundachtzig Jahre zuvor, das hieße 1438, entdeckt. Richard Hakluyt übersetzt das Werk 1601 in die englische Sprache, ändert die Jahreszahl aber in siebzehn, also auf 1508, ab.

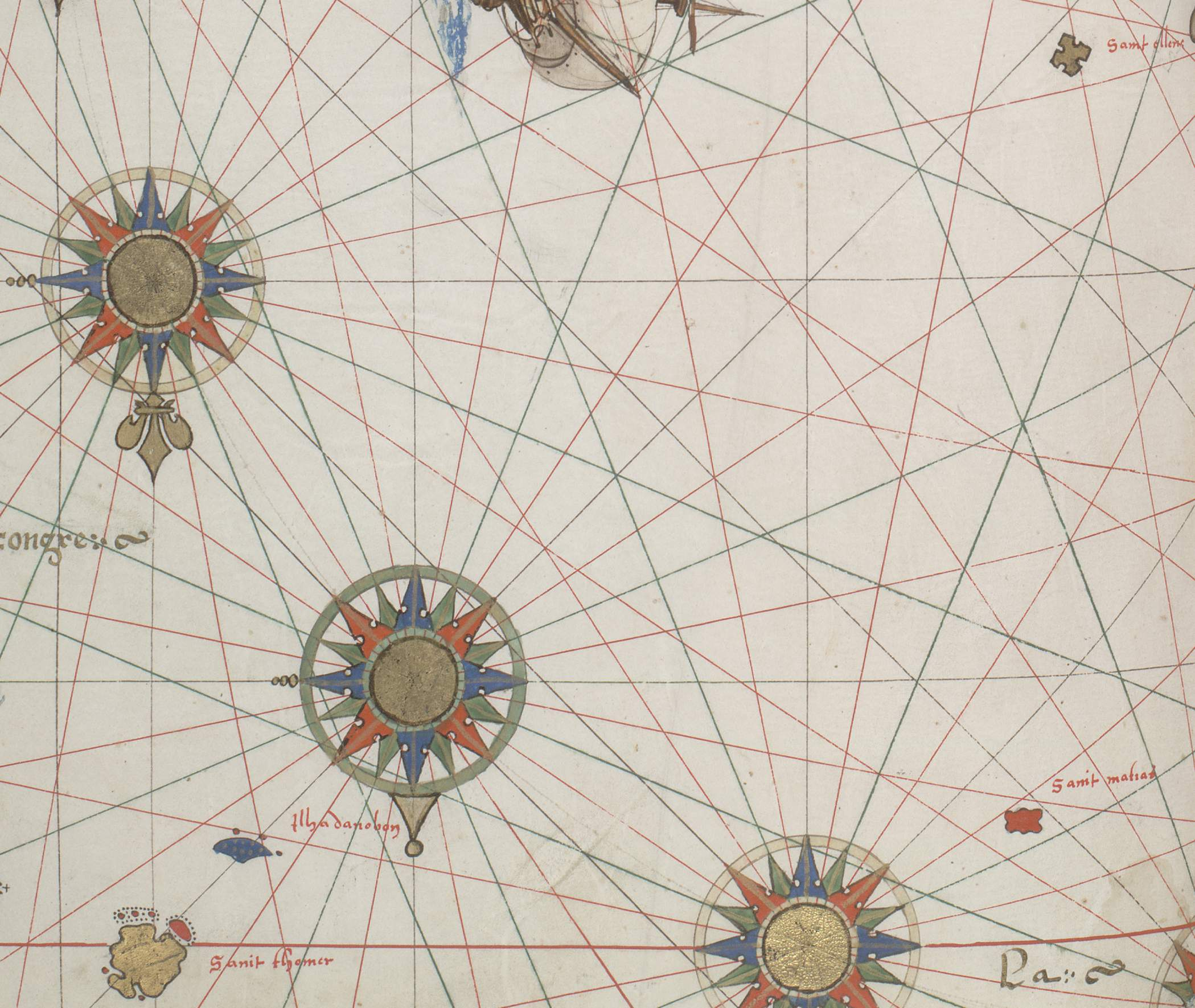
Vallard Atlas, Bl. 6, 1547; Nord ist unten

Ortelius, Africae tabula nova, 1570

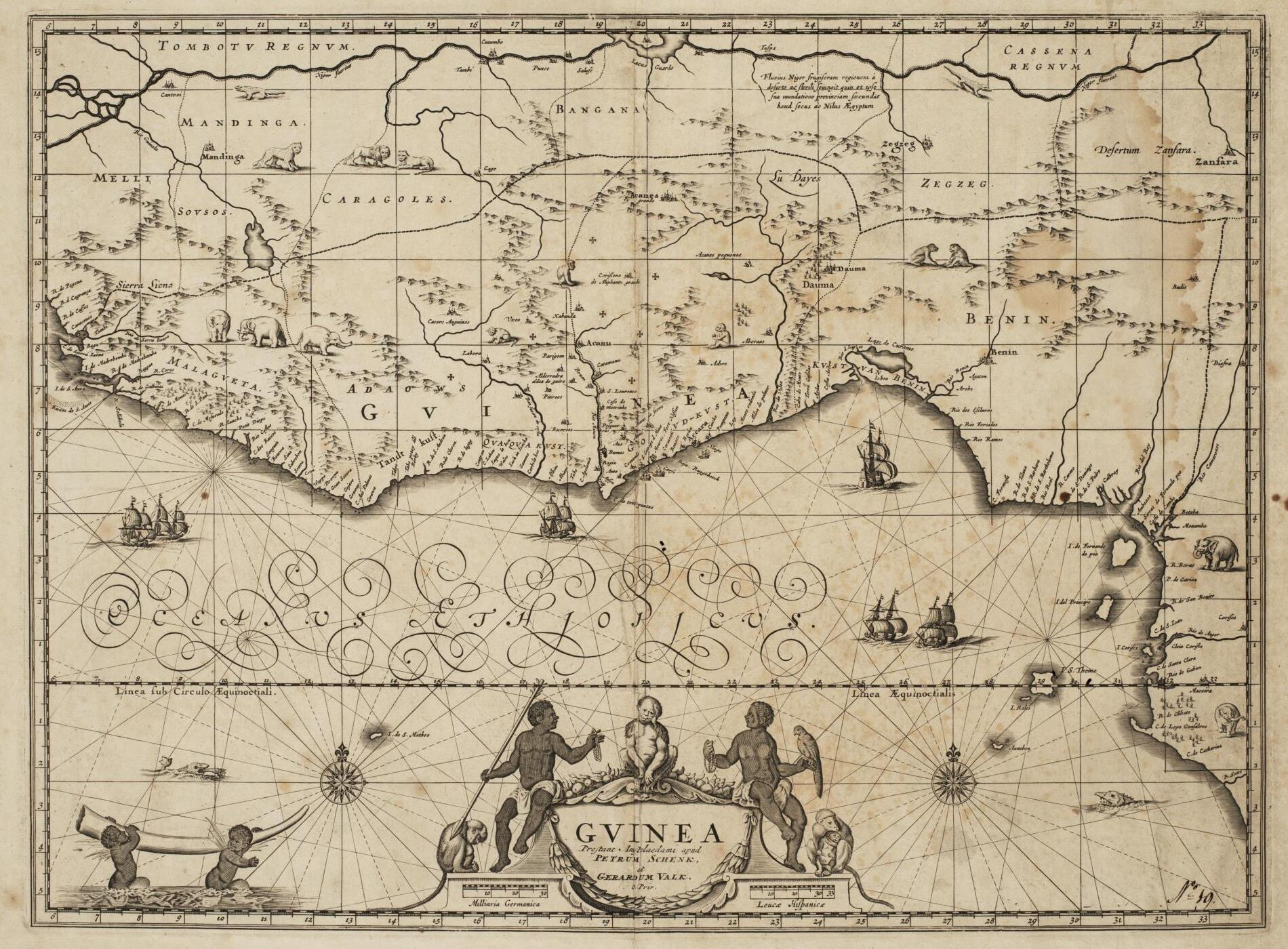
Peter Schenck, Karte der Goldküste, ca. 1700

Auf dieser Basis fand die Insel über einen Zeitraum von etwa drei Jahrhunderten Eingang in zeitgenössische landeskundliche Beschreibungen wie auch allgemeine Nachschlagewerke, wobei sich teilweise auch Ergänzungen zur Lage, Größe und Situation vor Ort finden, ohne dass es Hinweise gab, worauf sie beruhten. Für die Jahreszahl der Erstentdeckung durch nicht näher definierte Portugiesen, die sich einige Jahre dort aufgehalten, sie aber anschließend aber wieder verlassen haben sollen, ist teilweise das Jahr 1516 angegeben, als Grund für die Namensgebung, dass die Insel am Namenstag des heiligen Matthäus erstmals entdeckt oder betreten worden sei. Beispiele sind
- Livio Sanutos Geografia dell’ Africa von 1588[7]
- Olfert Dappers Naukeurige beschrijvinge der Afrikaensche eylanden von 1668[8]
- Relation Universelle De L'Afrique Ancienne Et Moderne von Phérotée de LaCroix von 1688[9]
- Ein britisches Geschichtslexikon von 1760[10]
- Jonathan Carvers New Universal Traveller von 1779[11]
- Johann Hübners Reales Staats-, Zeitungs- und Conversationslexicon von 1782. Ungewöhnlich ist hier, dass sie bewohnt sein soll[12]
- William Guthries A New Geographical, Historical, and Commercial Grammar von 1801[13]
- Richard Brookes The General Gazetteer von 1802[14]
- Christian Gottfried Daniel Steins Handbuch der Geographie und Statistik für die gebildeten Stände. Exemplarisch für die zunehmende Erkenntnis, dass es sich nur um eine Phantominsel handelt ist hier, dass die vierte Auflage von 1820 das Vorhandensein der Insel als Faktum darstellt,[15] während die sechste Auflage von 1834 bereits ihre Existenz anzweifelt.[16]

Ebenso wurde die geheimnisvolle Insel auf Karten der Region eingezeichnet, sie findet sich auf Werken unter anderem von Abraham Ortelius, Gerhard Mercator, Johannes Janssonius, Vincenzo Coronelli, Peter Schenk sowie im Vallard-Atlas von 1547. Im Allgemeinen wurde die Insel bei etwa zwei Grad südlicher Breite sowie nordöstlich von Ascension eingetragen.
Anhand der publizierten Angaben wurde immer wieder versucht, die Insel gezielt anzusteuern, allerdings vergeblich. James Cook bemühte sich auf der Rückfahrt von seiner zweiten Reise im Juni 1775, die Position der Insel von Ascension aus zu erreichen, was ihm aufgrund widriger Winde aber nicht gelang. Nachdem sich zu Beginn des 19. Jahrhunderts abzeichnete, dass an der vermuteten Stelle definitiv kein Land vorhanden war, verschwand die Matthäusinsel sukzessive aus den Nachschlagewerken und ebenso von den Seekarten, war auf letzteren vereinzelt aber noch bis Anfang des 20. Jahrhunderts anzutreffen.

## Erklärungsansätze
Welche Inselgruppe Loaísa und seine Schiffe tatsächlich aufgesucht hatten, ist bis heute, auch aufgrund abweichender Aufzeichnungen seiner Begleiter, unklar, möglicherweise handelt es sich um eine der Antilleninseln. Für spätere vermeintliche Sichtungen wird heute angenommen, dass diese auf einer Fehlberechnung des jeweiligen Längengrades basierten. Als Kandidatin für derartige Verwechslungen gilt hierbei insbesondere die Insel Annobon, die etwa auf der angegebenen Breite wie die Matthäusinsel zu finden ist. Bei den Angaben zur Länge ist allerdings zu beachten, dass bis 1884 als Nullmeridian anstelle des heute verwendeten Greenwich-Meridians auch derjenige von Hierro in Gebrauch war.